# Golan (miasto biblijne)
Golan (hebr. גּולן) – biblijne miasto ucieczki, identyfikowane wstępnie z Sam el-Dżalan. Według Księgi Powtórzonego Prawa (Pwt 4,43) i Księgi Jozuego (Joz 20,8) miasto położone było w Baszanie. Dodatkowo Księga Jozuego (Joz 21,27) wskazuje dokładniejszą lokalizację Golan na obszar, należący do połowy plemienia Manassesa. Autor Onomasticona – Euzebiusz z Cezarei – na przełomie III i IV wieku wspominał w swoim dziele (Onom., 64,7) o istnieniu ważnej miejscowości Golan w Baszanie.